# Beverley Callender
Beverley Lanita Callender (geb. Goddard; * 28. August 1956 auf Barbados) ist eine britische Sprinterin barbadischer Herkunft, die sich auf den 200-Meter-Lauf spezialisiert hatte, international aber vor allem als Staffelläuferin erfolgreich war.

## Karriere
Callender trat bei Olympischen Spielen 1976 in Montreal über 200 Meter an, schied jedoch in der Viertelfinalrunde aus. Bei den Commonwealth Games 1978 in Edmonton belegte sie für England startend  den vierten Rang im 200-Meter-Lauf und den fünften im 100-Meter-Lauf. Als Startläuferin der englischen 4-mal-100-Meter-Staffel gewann sie gemeinsam mit Kathy Smallwood, Sharon Colyear und Sonia Lannaman die Goldmedaille. In derselben Aufstellung holte dieses Quartett, nun für Großbritannien startend, nur wenige Wochen später bei den Leichtathletik-Europameisterschaften in Prag die Silbermedaille hinter der sowjetischen und vor der ostdeutschen Mannschaft.
Bei den Olympischen Spielen 1980 in Moskau gewann Callender zusammen mit Heather Hunte, Kathy Smallwood-Cook und Sonia Lannaman die Bronzemedaille in der 4-mal-100-Meter-Staffel in britischer Landesrekordzeit von 42,43 Sekunden. Außerdem erzielte Callender mit dem sechsten Platz im 200-Meter-Lauf eines ihrer bedeutendsten Individualresultate. 1981 siegte sie bei der Universiade in Bukarest im 100-Meter-Lauf. Bei den Leichtathletik-Europameisterschaften 1982 in Athen gewann sie zusammen mit Wendy Hoyte, Kathy Smallwood und Shirley Thomas erneut die Silbermedaille in der Staffel. Ihren nächsten Staffelerfolg hatte Callender kurze Zeit später bei den Commonwealth Games in Brisbane. Gemeinsam mit Kathy Smallwood, Sonia Lannaman und Wendy Hoyte sorgte sie für die erfolgreiche Titelverteidigung für England.
Auch bei den ersten Leichtathletik-Weltmeisterschaften 1983 in Helsinki war Callender wieder in der Staffel erfolgreich. Hinter der hoch überlegenen Mannschaft der DDR um Marita Koch und Marlies Göhr belegte sie mit Joan Baptiste, Kathy Smallwood und Shirley Thomas in 42,71 Sekunden den zweiten Platz. Im 100-Meter-Lauf kam sie dagegen nicht über die Viertelfinalrunde hinaus. Ein Jahr später holte Callender ihre zweite olympische Medaille. Wie bereits bei den vorangegangenen Olympischen Spielen erreichte sie 1984 in Los Angeles in der britischen Staffel zusammen mit Simmone Jacobs, Kathy Smallwood und Heather Hunte erneut den Bronzerang.